# Kilamuwa
Kilamuwa (in fenicio 𐤊𐤋𐤌𐤅, KLMW; ... – VIII secolo a.C.) è stato un sovrano aramaico di Sam'al nell'VIII secolo a.C..

## Regno
Su una stele redatta in fenicio si legge di lui: 
mlk gabar 'l ya'jdj jblg 

wnbn wbp'lwn 'd jtubl ' gn th 

swl 'b g'l jn kmj sug'lt 

hl g' hlg hlpwjhm knt'bj 

m wkl slh jdn mwkt bjd slm jmts 'jlj 

jnws kl'jd jdr'l j mlk djdsk»
(Stele di Kilamuwa)
Nella prima riga viene usato il termine aramaico bar, ossia figlio, a discapito di ben fenicio, che mette in luce l'influenza aramaica nelle iscrizioni regali; mentre il resto della stele è scritta soltanto in fenicio.

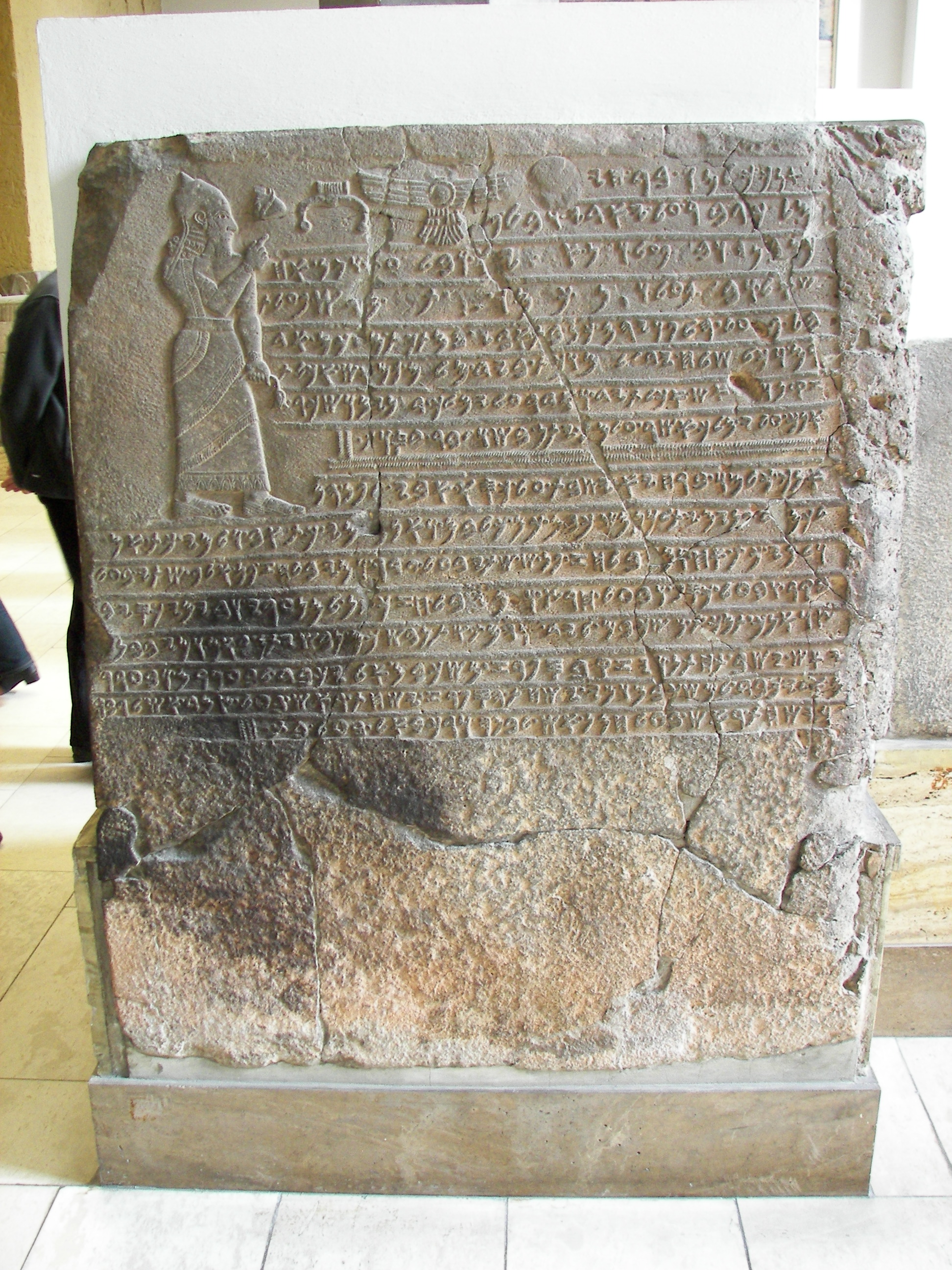
La stele di Kilamuwa a Berlino.